# Manipolazione

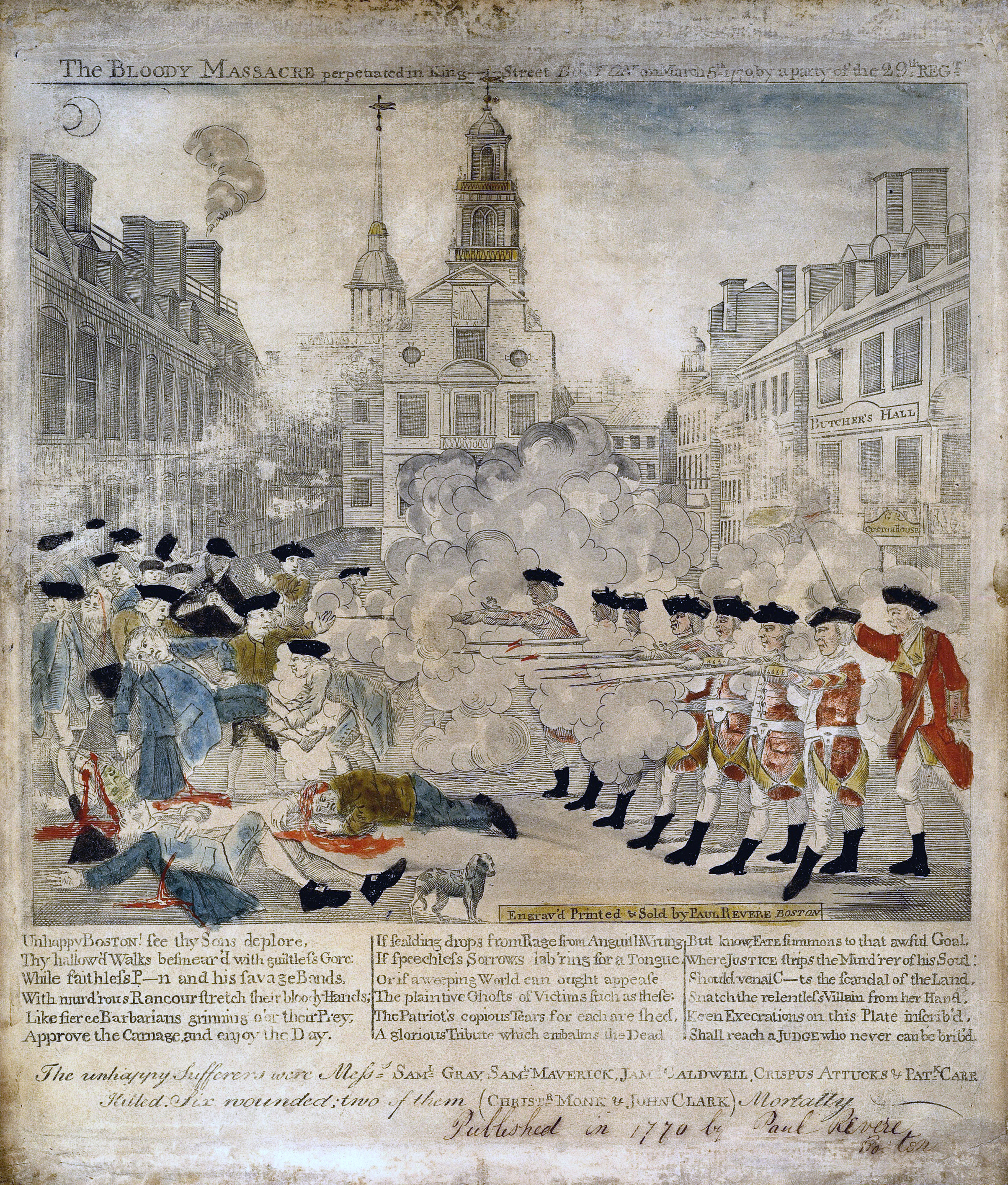
Una rappresentazione sensazionalizzata del massacro di Boston (5 marzo 1770): tali immagini furono usate per suscitare malcontento e favorire l'unità tra i coloni americani contro la corona britannica prima della guerra d'indipendenza americana.

La manipolazione psicologica o manipolazione emotiva è un tipo di influenza sociale finalizzata a cambiare la percezione o il comportamento degli altri usando schemi e metodi subdoli e ingannevoli che possono anche sfociare nell'abuso sia psicologico che fisico.
Nel peggiore dei casi, è uno stratagemma da imbroglioni, truffatori e impostori che non rispettano i principi etico-morali, ingannano e approfittano della fragilità e credulità altrui.
Nel migliore, la manipolazione è un'influenza forzata usata per ottenere controllo, benefici e/o privilegi a spese degli altri.
La manipolazione differisce dalle più generali influenza e persuasione. L'influenza è generalmente percepita come innocua in quanto rispetta il diritto dell'influenzato di accettarla o rifiutarla, e non è indebitamente coercitiva. La persuasione è la capacità di far cedere una o più persone verso una direzione desiderata, di solito nel contesto di un obiettivo specifico. L'influenza e la persuasione non sono né positive né negative.

## Differenza rispetto all'influenza sociale
L'influenza sociale in sé non assume una connotazione negativa, contrariamente alla manipolazione; si prenda ad esempio il medico che sfrutta il suo ruolo e l'asimmetria di conoscenze per indurre il paziente ad abbandonare stili di vita insalubri e dannosi. L'influenza sociale assume una connotazione addirittura positiva quando è priva di elementi coercitivi, lasciando libera la persona di accettare o rifiutare gli schemi proposti; in tal caso si parla di persuasione, da non confondere con comunicazione efficace. Si veda ad esempio la teoria dei nudge, o "spinta gentile", che cerca di indirizzare la persona verso un comportamento più virtuoso proponendoglielo sotto forma di gioco.

Sono il contesto e le motivazioni a determinare la natura benevola o malevola della manipolazione.

## Requisiti di una manipolazione efficace
Lo psicologo George K. Simon, afferma che l'efficacia della manipolazione è legata fondamentalmente a chi la esegue, intendendo con ciò che il manipolatore "di successo" è dotato delle seguenti attitudini:
1. Nasconde l'aggressività da cui originano le sue intenzioni e i suoi comportamenti;
2. Ha una spiccata attenzione orientata a scoprire le debolezze psicologiche della vittima, sulle quali costruisce i propri schemi di manipolazione;
3. Insensibilità o vera e propria mancanza di senso di colpa, assenza di dubbi e scrupoli relativi alla possibilità di causare un danno alla sua vittima qualora lo ritenga necessario o utile al soddisfacimento della propria volontà.

Tanto più è nascosta l'aggressività, tanto più è efficace la manipolazione. L'aggressività velata si declina in queste due direzioni:
1. Aggressività relazionale, cioè la deliberata compromissione delle relazioni interpersonali della vittima e la vandalizzazione della sua immagine sociale;
2. Atteggiamenti passivo-aggressivi, ovvero l'espressione di ostilità indiretta da parte del manipolatore attraverso comportamenti omissivi quali la procrastinazione, il fallimento volontario in compiti di routine, riservare il "trattamento del silenzio", tenere il broncio e dipingersi come vittima, critiche negative celate da sarcasmo o ironia e commenti retorici.

## Tecniche famose
La psicologa clinica Harriet Braiker, identifica i seguenti come i metodi di base usati dai manipolatori per controllare le proprie vittime:
- Rinforzo positivo: tessere le lodi della vittima, mostrarle comprensione, attenzione e approvazione, darle sostegno e riconoscimento pubblico, conquistarne le simpatie, farle regali.
- Rinforzo positivo intermittente: induce la vittima a pensare di poter guadagnare qualcosa continuando a comportarsi come richiesto dal manipolatore; si prenda come esempio il gratta e vinci, in cui vincere piccole somme induce a pensare che sia facile vincere ancora, spingendo a comprarne un secondo e a perdere quanto vinto in precedenza.
- Rinforzo negativo: evitare alla vittima una situazione negativa, come ricompensa per essersi piegata alle volontà del manipolatore; un tipico esempio è il seguente: Madre al figlio «Se oggi metti in ordine la tua stanza, non dovrai fare i compiti».
- Rinforzo negativo intermittente: impedisce alla vittima di prevedere il comportamento del manipolatore, portandola a dubitare di sé e ad aspettarsi costantemente l'arrivo di un imprevedibile rinforzo negativo da parte del manipolatore, che possa sgravarlo da qualche suo compito o fardello fisico o mentale che sia.
- Punizioni: mugugnare, imbronciarsi, fornire ricatto emotivo, indurre senso di colpa, fare la vittima, piangere, imprecare, urlare, intimidire, minacciare.
- Addestramento traumatico: il manipolatore, per plasmare il comportamento della sua vittima, manifesta accessi di ira, abuso verbale e altri comportamenti intimidatori e dominanti in specifiche situazioni, con lo scopo di dissuadere la vittima dal contraddirlo, affrontarlo o contestarlo ("altrimenti si arrabbia").

Di sotto invece, i metodi di manipolazione individuati dallo psicologo George K. Simon:
- Mentire "di sana pianta": elaborare menzogne che possano stare in piedi fino al soddisfacimento del proprio interesse. Quando vengono scoperte solitamente è troppo tardi per le vittime.
- Omettere: mentire inserendo piccoli elementi di verità che facciano rapida presa sulla vittima, tralasciando il grosso delle informazioni che possano compromettere il copione usato dal manipolatore per soddisfare il proprio interesse a spese della vittima.
- Negare: un manipolatore patologico non ammetterà mai di aver fatto qualcosa di sbagliato; cercherà di piegare i fatti a proprio vantaggio e dare peso alle prospettive che lo favoriscono. Infine, dopo aver tentato tutto il possibile, incluso negare le evidenze, se non è riuscito nel suo intento ammetterà candidamente il proprio errore cercando di sminuirlo e limitarne i danni in ogni modo.
- Razionalizzare: elaborare spiegazioni razionali per giustificare un comportamento inappropriato.
- Minimizzare: corrisponde a negare e razionalizzare allo stesso tempo. Sminuisce la dannosità di un suo atteggiamento, cercando di mettere insieme spiegazioni razionali per le quali si è attuato un dato comportamento antisociale. Tipico esempio è l'insulto velato mascherato da sarcasmo ("ovviamente stavo scherzando, hai la coda di paglia").
- Attenzione/Disattenzione selettiva: le persone manipolatrici tendono a disinteressarsi e allontanarsi da tutto ciò che non ha niente a che fare con i loro interessi, e coagulano la loro attenzione attorno a ciò che ritengono possa fornire loro un vantaggio nel soddisfare la propria volontà. Frase tipica: "non me ne frega".
- Deflessione: il manipolatore dirige l'attenzione e il discorso altrove, lontano dal nodo che gli altri interlocutori vogliono portargli all'attenzione.
- Evasività: a differenza della deflessione, nell'evasività il manipolatore fornisce risposte platealmente sconnesse e non pertinenti.
- Intimidazione subdola: utilizzo di minacce velate per spingere la vittima sulla difensiva.
- Induzione del senso di colpa: tecnica che il manipolatore usa principalmente contro quelle persone particolarmente coscienziose ed empatiche, nelle quali induce ansia, soggezione e dubbio, facendole sentire egoiste e superficiali (valori intollerabili per le persone particolarmente coscienziose ed empatiche).
- Induzione di vergogna: il manipolatore usa il sarcasmo per abbattere il tono dell'umore della sua vittima, indurla in condizione di umile soggezione e farla dubitare di se stessa. Tipici esempi sono gli sguardi arguti e tono di voce sgradevole mentre si fanno commenti retorici. Scopo ultimo far vergognare e dubitare di sé stessa la vittima.
- Recitare il ruolo della vittima: anche questa tecnica ha facile presa sulle persone particolarmente coscienziose. Il manipolatore ritrae sé stesso come vittima di una circostanza o del comportamento di qualcun altro, per ottenere compassione ed empatia da parte della vittima, e spingendola ad agire in direzione del soddisfacimento dei propri interessi.
- Denigrazione: questa è la tattica più potente usata dai manipolatori per mettere la vittima sulla difensiva e allo stesso tempo nascondere l'intento aggressivo del manipolatore. Infatti, quando la vittima si inalbera per difendersi, il manipolatore ha vita facile nell'inquadrare la vittima come "abusante", in torto.
- Fare il servile: il manipolatore nasconde il soddisfacimento dei propri interessi dietro la scusa dell'obbedienza, del proprio dovere o del proprio lavoro.
- Seduzione: il manipolatore loda e adula la vittima per fare abbassare le sue difese, assicurarsi la sua fiducia e la sua lealtà. Per manovrare il comportamento della vittima gli basterà minacciare velatamente di rimuovere la propria benevolenza.
- Proiettare la colpa sugli altri: il manipolatore patologico tende a proiettare e vedere il proprio modo di pensare nella vittima, inducendola a pensare che sia sbagliato ragionare criticamente, fare scelte indipendenti e positive per sé stessa o avere comportamenti produttivi. Tutto ciò induce un senso di colpa nella vittima facendole credere di meritarsi di essere strumentalizzata.
- Fingere innocenza: il manipolatore proietta un'immagine di sé tale da indurre gli altri in buonafede a pensare che sia innocente o quantomeno tentare di far passare per involontario un suo comportamento deliberatamente dannoso; se accusato fingerà sorpresa e indignazione, recitando il copione dell'innocente e mettendo in atto un comportamento negazionista.
- Fingere confusione: il manipolatore finge di non sapere di che cosa stia parlando la vittima o comunque confuso al riguardo di un problema espresso dalla vittima. Il manipolatore farà di tutto per indurre la vittima a dubitare di se stessa, facendo perno su "elementi di salvataggio" che avrà inserito intenzionalmente in precedenza per garantirsi il beneficio del dubbio qualora fosse stato scoperto. In molti casi tra gli "elementi di salvataggio" avrà inserito anche persone, colleghi, amici, familiari, anch'essi manipolati come pezzi di un puzzle.
- Manifestazioni di rabbia: lo scopo è quello di creare uno shock emotivo nella vittima, toglierle il tempo di ragionare e spingerla velocemente in una condizione di soggezione psicologica. Questa tattica viene usata dal manipolatore per "addestrare" la sua vittima ad evitare certi comportamenti o situazioni che a lui non piacciono, come ad esempio atteggiamenti di sospetto della vittima verso le tattiche di manipolazione messe in atto.

L'efficacia dei manipolatori patologici non è determinata tanto dalle tecniche, quanto piuttosto dalla smodata attenzione che essi dedicano a osservare e meditare sulle vulnerabilità psicologiche delle altre persone in quanto potenziali vittime. Infatti il fulcro della loro efficacia risiede nella perfetta complementarità tra la vulnerabilità psicologica della vittima e la relativa tecnica scelta dal manipolatore.
I manipolatori patologici hanno un'esperienza tale che consente loro di sistematizzare e automatizzare le tecniche sopra esposte. Essi sanno bene che l'applicazione casuale delle tecniche sopra esposte sarebbe controproducente. Generalmente i manipolatori si prendono tutto il tempo necessario per sondare le vulnerabilità psicologiche delle loro potenziali vittime.

## La vulnerabilità delle vittime
In accordo con Braiker, i manipolatori sfruttano i seguenti "buttons" (tasti), che possono esistere nelle vittime:
- L'eccessivo bisogno di piacere;
- Dipendenza dall'approvazione e dalle conferme degli altri;
- La paura di provare brutte emozioni come paura, rabbia, frustrazione o delusione;
- Incapacità di dire di no;
- Poca assertività;
- Senso dell'identità sfocato;
- Pochi legami sociali;
- Poca resilienza;
- Locus of control esterno (attribuire ciò che succede a cause esterne anziché a sé stessi).

Simon, invece, classifica le vulnerabilità come segue:
- Ingenuità: persone che negano di essere vittime o potenziali vittime e non riescono ad accettare il fatto che il mondo include anche persone astute, spietate e deviate;
- Eccessiva coscienziosità: persone che sono troppo disposte a concedere il beneficio del dubbio e paradossalmente tendono a identificarsi con i manipolatori e trovare ragioni per biasimare le loro vittime (sé stessi);
- Scarsa fiducia in sé stessi: persone che dubitano di sé stesse, poco assertive e incapaci di definire chiaramente i propri "confini"e farli rispettare; queste persone tendono a mettersi sulla difensiva troppo facilmente;
- Eccessiva razionalizzazione/intellettualizzazione: persone che si sforzano eccessivamente di capire il manipolatore, ritenendo che debbano avere delle buone ragioni per manipolare;
- Dipendenza emotiva: persone che tendono ad essere sottomissive, a dipendere dagli altri per il loro equilibrio emotivo. Maggiore è l'incapacità di indipendenza emotiva, maggiore è la facilità con cui verrà manipolata la persona.

Lo psichiatra Martin Kantor, identifica le seguenti vulnerabilità, che sono tipicamente usate dai manipolatori patologici come i sociopatici, gli psicopatici e i narcisisti:
- Dipendenza emotiva dagli altri: incapacità di dire "NO" anche alle richieste che dovrebbero rifiutare, a causa dello spasmodico bisogno di essere amati dagli altri;
- Immaturità: compromissione della capacità di giudizio ed esagerazione delle esternazioni sociali/pubbliche;
- Ingenuità: rifiuto di credere che esistano persone disoneste. Convinzione che alle persone disoneste non sia consentito di agire;
- Influenzabilità/Impressionabilità: eccessiva sensibilità al carisma degli altri;
- Eccesso di fiducia: persone oneste convinte che anche gli altri siano onesti. Tendono a fidarsi facilmente degli altri senza sapere bene chi sono;
- Solitudine: le persone sole accettano con più facilità ogni offerta di contatto umano. I manipolatori offrono contatto umano condizionato;
- Narcisismo: i narcisisti sono facili preda di lusinghe non meritate;
- Impulsività: prendono decisioni improvvise su questioni importanti senza chiedere pareri altrui, lasciando spazio ad un manipolatore di inserirsi nella spinta emotiva interferendo sul processo decisionale;
- Altruismo: eccessiva empatia, eccessiva lealtà, eccessiva onestà; incapacità di bloccare gli abusi di un manipolatore anche se consapevoli;
- Eccessiva parsimonia: incapacità di rifiutare un affare anche se è poco chiaro;
- Eccessivo materialismo: facile preda per truffe e strozzini;
- Eccessiva ingordigia: persone facilmente influenzabili ad agire in maniera immorale;
- Masochismo: persone con un senso di colpa che le induce inconsciamente a ritenere di meritarsi che gli altri abbiano la meglio su di loro;
- Anzianità: persone incapaci di elaborare molte informazioni contemporaneamente, quindi con minori capacità di riconoscere un inganno o una truffa.